# Lista numerelor piloților de Formula 1
Începând cu sezonul de Formula 1 din 2014, piloții trebuie să-și aleagă un număr de start disponibil înainte de a intra în primul lor Mare Premiu. Piloții poartă acest număr de-a lungul carierei lor în Formula 1.
De asemenea, FIA a emis numere temporare piloților care fac excepție de la această regulă, de exemplu, dacă un pilot se retrage dintr-o cursă și un pilot de rezervă le ia locul, atunci ei primesc un număr alocat de echipă, acesta este și cazul piloților ce participă doar în antrenamentele libere. Câteva exemple ale acestor numere sunt 36 (folosit de Antonio Giovinazzi în două curse), 40 (folosit de Paul di Resta într-o singură cursă și de Liam Lawson în cinci curse), 45 (folosit de André Lotterer și Nyck de Vries într-o cursă fiecare), 46 (folosit de Will Stevens într-o singură cursă), 47 (folosit de Stoffel Vandoorne într-o singură cursă) și 51 (folosit de Pietro Fittipaldi în două curse). Un număr permanent poate fi realocat numai dacă pilotul asociat cu acel număr nu a participat la o cursă timp de două sezoane întregi consecutive; de exemplu, un pilot care își alege numărul pentru 2024 nu poate alege numerele care au fost utilizate ultima dată în 2022 sau 2023, cu excepția cazului în care numărul a fost emis temporar de FIA. Numărul 22 al lui Jenson Button ar fi fost disponibil pentru realocare în 2019, după retragerea sa la sfârșitul sezonului 2016, dar o apariție în Marele Premiu al Principatului Monaco din 2017 în locul lui Fernando Alonso (care participa la Indianapolis 500 din 2017 în acel weekend), însemna că numărul lui nu putea fi reatribuit decât în 2020 cel mai devreme. Yuki Tsunoda a ales ulterior acel număr (22) pentru Campionatul Mondial de Formula 1 din 2021.
Campionul Mondial la Piloți în curs poate alege să folosească numărul permanent alocat sau numărul 1 în cursul anului următor câștigării titlului. Primul pilot care și-a exercitat acest drept conform noilor reglementări a fost Sebastian Vettel în 2014. Numărul a rămas apoi nefolosit timp de șapte sezoane, Lewis Hamilton păstrându-și numărul permanent 44 după ce a câștigat titlul în 2014, 2015, 2017, 2018, 2019 și 2020. Nico Rosberg, campionul din 2016, s-a retras după terminarea sezonului. Max Verstappen folosește numărul 1 începând cu 2022, după ce a câștigat titlurile mondiale din 2021, 2022 și 2023.
Numărul 17 a fost folosit de Jules Bianchi în 2014 înainte de accidentul său în Marele Premiu al Japoniei. După moartea sa, numărul a fost retras ca semn de respect.

## Istoric
Înainte de 2014, numerele piloților erau distribuite, și nu alese de fiecare pilot în parte. Mai exact, ele erau atribuite mașinilor, nu individual fiecărui pilot. Între 1950 și 1973, numerele difereau de la cursă la cursă, organizatorii curselor atribuind numerele mașinilor, fără vreun set de reguli standardizat. Sezonul 1974 a fost primul în care echipele au avut numere permanente de cursă în toate cursele dintr-un sezon, după ce sistemul fusese instituit la mijlocul sezonului precedent. Cifrele s-au bazat pe pozițiile finale ale echipelor în Campionatul Constructorilor din 1973. Din acest punct, fiecare echipă își schimba numerele doar dacă vreunul dintre piloții ei câștiga Campionatul Mondial al Piloților – pilotul câștigător luând numărul 1 și coechipierul său numărul 2, iar echipa care avea anterior acele numere trecând la cele rămase vacante. Sezonul 1974 a fost o anomalie, deoarece campionul mondial din 1973, Jackie Stewart, nu a fost pe grilă, el retrăgându-se. Ronnie Peterson a luat numărul 1, fiind lider de echipă la Lotus, campioana la constructori din 1973; când situația a apărut din nou în 1993 și 1994, numărul 0 a fost folosit. Acest sistem a însemnat că, de exemplu, Tyrrell – care nu a mai câștigat niciun titlu – și-a menținut numerele 3 și 4 până când sistemul a fost schimbat în 1996.
În 1996 a apărut o altă regulă de distribuire a numerelor. La fel ca până atunci, campionul din sezonul precedent primea numărul 1, iar coechipierul său numărul 2, indiferent că echipa sa câștigase sau nu titlul în sezonul anterior. Celelalte echipe, însă, primeau numerele în funcție de poziția pe care au terminat Campionatul la Constructori din sezonul anterior pe următorul model: echipa ce avea campionul la piloți primea numerele 1 și 2; dacă și ea a câștigat campionatul la constructori, atunci se trecea la echipa de pe locul 2 din sezonul precedent, altfel, se începea cu echipa campioană, ea primind numerele 3 și 4, următoarea echipă din clasament primind numerele 5 și 6, și așa mai departe până la ultima echipă. Se trecea peste 13, el fiind considerat un număr ghinionist. Pe parcursul unui sezon, nu erau introduse numere noi, astfel că, dacă avea loc o schimbare de piloți, noul pilot primea numărul celui pe care îl înlocuia. Sezonul 2013 a fost ultimul în care s-a mai folosit această regulă.

## Numerele piloților de Formula 1
Mai jos sunt enumerate toate numerele piloților care au fost revendicate începând cu sezonul 2014.
Un fundal roz indică un număr folosit de un pilot activ în prezent. Un fundal albastru indică un număr care încă este rezervat pentru un pilot ce nu mai este activ în prezent. Aceste numere nu pot fi alese de către noii piloți pentru sezonul în curs, 2025.
| Nr.    | Pilot                   | Echipa din 2025 | Folosit    | Folosit     |
| Nr.    | Pilot                   | Echipa din 2025 | Prima dată | Ultima dată |
| ------ | ----------------------- | --------------- | ---------- | ----------- |
| 1      | Rezervat pentru campion | N/A             | 2014       | 2025        |
| 2      | Stoffel Vandoorne       | N/A             | 2017       | 2018        |
| 2      | Logan Sargeant          | N/A             | 2023       | 2024        |
| 3      | Daniel Ricciardo        | N/A             | 2014       | 2024        |
| 4      | Max Chilton             | N/A             | 2014       | 2014        |
| 4      | Lando Norris            | McLaren         | 2019       | 2025        |
| 5      | Sebastian Vettel        | N/A             | 2015       | 2022        |
| 5      | Gabriel Bortoleto       | Kick Sauber     | 2025       | 2025        |
| 6      | Nico Rosberg            | N/A             | 2014       | 2016        |
| 6      | Nicholas Latifi         | N/A             | 2020       | 2022        |
| 6      | Isack Hadjar            | Racing Bulls    | 2025       | 2025        |
| 7      | Kimi Räikkönen          | N/A             | 2014       | 2021        |
| 7      | Jack Doohan             | Alpine          | 2025       | 2025        |
| 8      | Romain Grosjean         | N/A             | 2014       | 2020        |
| 9      | Marcus Ericsson         | N/A             | 2014       | 2018        |
| 9      | Nikita Mazepin          | N/A             | 2021       | 2021        |
| 10     | Kamui Kobayashi         | N/A             | 2014       | 2014        |
| 10     | Pierre Gasly            | Alpine          | 2017       | 2025        |
| 11     | Sergio Pérez            | N/A             | 2014       | 2024        |
| 12     | Felipe Nasr             | N/A             | 2015       | 2016        |
| 12     | Kimi Antonelli          | Mercedes        | 2025       | 2025        |
| 13     | Pastor Maldonado        | N/A             | 2014       | 2015        |
| 14     | Fernando Alonso         | Aston Martin    | 2014       | 2025        |
| 16     | Charles Leclerc         | Ferrari         | 2018       | 2025        |
| 17     | Jules Bianchi           | Număr retras    | 2014       | 2014        |
| 18     | Lance Stroll            | Aston Martin    | 2017       | 2025        |
| 19     | Felipe Massa            | N/A             | 2014       | 2017        |
| 20     | Kevin Magnussen         | Haas            | 2014       | 2024        |
| 21     | Esteban Gutiérrez       | N/A             | 2014       | 2016        |
| 21     | Nyck de Vries           | N/A             | 2023       | 2023        |
| 22     | Jenson Button           | N/A             | 2014       | 2017        |
| 22     | Yuki Tsunoda            | Racing Bulls    | 2021       | 2025        |
| 23     | Alexander Albon         | Williams        | 2019       | 2025        |
| 24     | Guanyu Zhou             | N/A             | 2022       | 2024        |
| 25     | Jean-Éric Vergne        | N/A             | 2014       | 2014        |
| 26     | Daniil Kveat            | N/A             | 2014       | 2020        |
| 27     | Nico Hülkenberg         | Kick Sauber     | 2014       | 2025        |
| 28     | Will Stevens            | N/A             | 2015       | 2015        |
| 28     | Brendon Hartley         | N/A             | 2017       | 2018        |
| 30     | Jolyon Palmer           | N/A             | 2016       | 2017        |
| 30     | Liam Lawson             | Red Bull Racing | 2024       | 2025        |
| 31     | Esteban Ocon            | Haas            | 2016       | 2025        |
| 33     | Max Verstappen          | Red Bull Racing | 2015       | 2021        |
| 35     | Serghéi Sirótkin        | N/A             | 2018       | 2018        |
| 43     | Franco Colapinto        | N/A             | 2024       | 2024        |
| 44     | Lewis Hamilton          | Ferrari         | 2014       | 2025        |
| 47     | Mick Schumacher         | N/A             | 2021       | 2022        |
| 53     | Alexander Rossi         | N/A             | 2015       | 2015        |
| 55     | Carlos Sainz Jr.        | Williams        | 2015       | 2025        |
| 63     | George Russell          | Mercedes        | 2019       | 2025        |
| 77     | Valtteri Bottas         | N/A             | 2014       | 2024        |
| 81     | Oscar Piastri           | McLaren         | 2023       | 2025        |
| 87     | Oliver Bearman          | Haas            | 2025       | 2025        |
| 88     | Rio Haryanto            | N/A             | 2016       | 2016        |
| 88     | Robert Kubica           | N/A             | 2019       | 2021        |
| 89     | Jack Aitken             | N/A             | 2020       | 2020        |
| 94     | Pascal Wehrlein         | N/A             | 2016       | 2017        |
| 98     | Roberto Merhi           | N/A             | 2015       | 2015        |
| 99     | Adrian Sutil            | N/A             | 2014       | 2014        |
| 99     | Antonio Giovinazzi      | N/A             | 2019       | 2021        |
| Surse: |                         |                 |            |             |